# Palidoro
Palidoro är en frazione i kommunen Fiumicino i storstadsregionen Rom i regionen Lazio i Italien. 
Mellan 1961 och 1993 utgjorde Palidoro Roms fyrtiosjunde zon med beteckningen Z. XLVII. Palidoro gränsade till Cerveteri, Anguillara Sabazia, Santa Maria di Galeria, Torrimpietra och Maccarese Nord.

## Monument och sevärdheter
- Torre di Palidoro

## Kommunikationer
Järnvägsstation
- FL5 Torre in Pietra-Palidoro på linjen Livorno-Roma